# Orsoline dell'unione romana
Le Orsoline dell'Unione Romana (in latino Unio Romana Ordinis Sanctae Ursulae) sono un istituto religioso femminile di diritto pontificio: le suore di questa congregazione pospongono al loro nome la sigla O.S.U. (Ordo Sanctae Ursulae).

## Storia

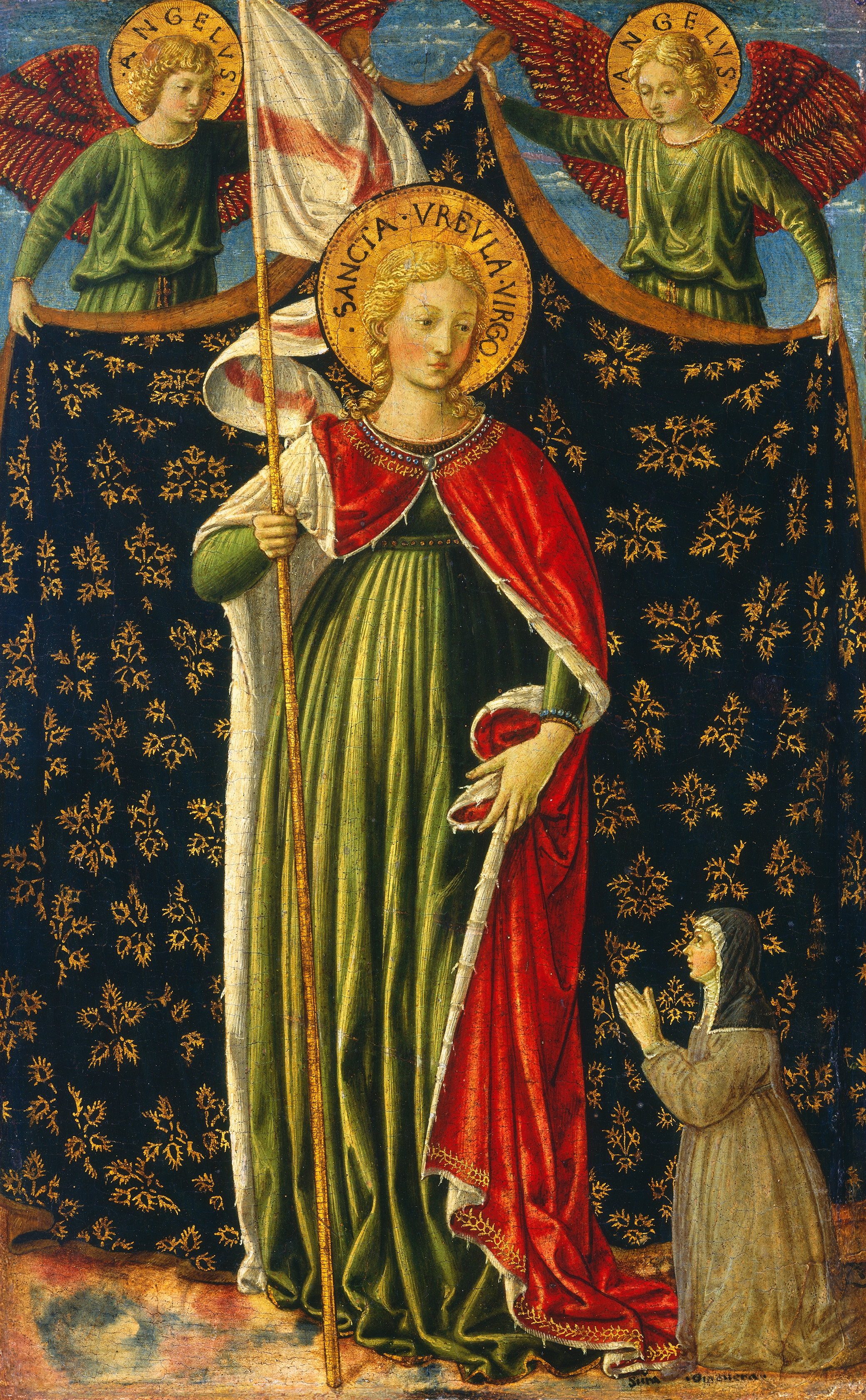
Sant'Orsola, protettrice delle orsoline, in un dipinto di Benozzo Gozzoli

La Compagnia di Sant'Orsola venne istituita nel 1535 a Brescia da Angela Merici come società di insegnanti secolari, ma a partire da XVII secolo, in Francia, alcune orsoline iniziarono a condurre vita comune e a emettere voti solenni, trasformandosi in monache.
Tra i principali monasteri di orsoline sorti in Italia, erano quello di Roma, fondato nel 1688 e derivato dalla congregazione di Bordeaux, e quello di Calvi dell'Umbria, eretto nel 1718 dal vescovo di Narni grazie a un lascito testamentario di Demofonte Ferrini: dopo l'unità d'Italia, a causa delle leggi eversive, queste due case si videro private di molti beni e furono costrette alla chiusura dei noviziati interni. Ridotte allo stremo, le orsoline di Roma e Calvi si rivolsero a quelle di Blois, chiedendo di poter inviare in Francia le postulanti italiane per farvi la loro formazione.
Le norme canoniche non consentivano alle orsoline claustrali, organizzate in case autonome, di compiere il loro noviziato in monasteri diversi da quello di appartenenza, quindi, con l'approvazione di papa Leone XIII, nel 1878 venne decretata l'unione delle case di Blois, Roma e Calvi.
Intendone i vantaggi, il pontefice espresse l'auspicio che tutti i monasteri dell'ordine fossero riuniti in un unico istituto centralizzato, sottoposto all'autorità di una superiora generale residente a Roma, e tramite il cardinale Vannutelli, con lettera del 29 luglio 1899, scrisse a tutti i vescovi posti al governo di diocesi in cui fossero presenti case autonome di orsoline per invitarli a spingere le monache a costituirsi in unione.
Il 15 novembre 1900 si riunirono a Roma le delegate di 71 comunità, 63 delle quali (il 21 novembre successivo) optarono per l'adesione all'unione: all'unione si aggregarono monasteri presenti in Austria-Ungheria, Brasile, Francia, Germania, Gran Bretagna, India, Italia, Paesi Bassi e Stati Uniti d'America. Papa Leone XIII promulgò il decreto di approvazione dell'unione il 17 luglio 1903 e il 17 settembre successivo ne approvò le costituzioni.
Una nuova esortazione ai monasteri di orsoline ancora autonomi ad aderire all'Unione venne rivolta da papa Pio X con il motu proprio "Apostolicae Sedis" del 17 settembre 1905.

## Attività e diffusione
Le Orsoline dell'Unione Romana si dedicano essenzialmente all'istruzione e all'educazione cristiana della gioventù.
Sono presenti in Europa (Austria, Belgio, Repubblica Ceca, Croazia, Francia, Grecia, Italia, Paesi Bassi, Polonia, Regno Unito, Romania, Slovacchia, Slovenia, Spagna, Ungheria), nelle Americhe (Barbados, Giamaica, Guyana, Messico, Stati Uniti d'America, Venezuela), in Africa (Botswana, Camerun, Senegal, Sudafrica), in Asia (Cina, Filippine, Indonesia, Thailandia) e in Australia; la sede generalizia è a Roma.
Al 31 dicembre 2005, la congregazione contava 2.314 religiose in 259 case.